# Häggarpagöl
Häggarpagöl är en sjö i Hultsfreds kommun och Vetlanda kommun i Småland och ingår i Emåns huvudavrinningsområde. Sjön har en area på 0,067 kvadratkilometer och ligger 196 meter över havet.

## Delavrinningsområde
Häggarpagöl ingår i det delavrinningsområde (636903-148483) som SMHI kallar för Utloppet av Nedre Svartsjön. Avrinningsområdets medelhöjd är 182 meter över havet och ytan är 11,17 kvadratkilometer. Räknas de 13 delavrinningsområdena uppströms in blir den ackumulerade arean 211,82 kvadratkilometer. Pauliströmsån som avvattnar avrinningsområdet har biflödesordning 2, vilket innebär att vattnet flödar genom totalt 2 vattendrag innan det når havet efter 123 kilometer. Delavrinningsområdet består mestadels av skog (80 procent). Avrinningsområdet har 0,38 kvadratkilometer vattenytor vilket ger det en sjöprocent på 3,4 procent.